# Tachyancistrocerus kostylevi
Tachyancistrocerus kostylevi är en stekelart som beskrevs av Kurzenko 1984. Tachyancistrocerus kostylevi ingår i släktet Tachyancistrocerus och familjen Eumenidae. Inga underarter finns listade i Catalogue of Life.